# بلک راک شوتر
بلک راک شوتر (ژاپنی: ブラック★ロックシューター هپبورن: Burakku Rokku Shūtā) یک فرنچایز چندرسانه‌ای آزاد ژاپنی که شخصیت‌های آن توسط ریوهی فوکه خلق و مصورسازی شده‌است. داستان مجموعه حول محور یک شخصیت اپونیم، دختری مرموز با موهای بلند مشکی و چشمانی درخشان به رنگ آبی همراه با یک سلاح عظیم که در محلی بین زمین و بهشت است. کسانی که قادر به بهشت رفتن نیستند، در این مکان سقوط می‌کنند. در ۲۴ ژوئیه ۲۰۱۰، یک اووی‌ای پنجاه و دو دقیقه‌ای توسط استودیو اردت و به نویسندگی ناگارو تانیگاوا و شینوبو یوشیئوکا تهیه شده است. از روی این مجموعه، یک مجموعه تلویزیونی انیمه هشت قسمتی نیز تولید گردید که در شبکه فوجی تلویژن از ۳ فوریه ۲۰۱۲ شروع به پخش گردید و تا ۲۳ مارس ۲۰۱۲ ادامه داشت. همچنین بر اساس این مجموعه چندین سری مانگا و یک بازی ویدئویی برای کنسول پلی‌استیشن همراه منتشر شده‌است.

## داستان
در حالی که هر قسمت از داستان در جهان مختص به خود اتفاق می‌افتد، اما همه اتفاقات حول محور بلک راک شوتر رخ می‌دهد. او دختری مرموز با موهای مشکی و چشمانی که شعله‌های آبی از آن بیرون می‌زند و سلاح او یک توپ بزرگ و قوی است که قادر به پرتاپ سنگ با سرعت بسیار زیاد است.
در نسخه اووی‌ای، داستان درباره دختری ساده به نام ماتو کوروی است که به تازگی وارد دبیرستان شده است. در اولین روز مدرسه، او جلب توجه یکی از همکلاسهای خود به نام یومی تاکاناشی شده و با یکدیگر دوست می‌شوند. اما هنگامی که وارد سال دوم دبیرستان می‌شوند، کلاس آن‌ها از هم جدا شده و به تدریج از یکدیگر دورتر می‌شوند. یومی به دوستی ماتو با دوست جدیدش یو کوتاری حسودی کرده و ناگهان گم می‌شود. در حالی که ماتو به دنبال او می‌گردد به دنیای عجیبی برده می‌شود که در آنجا با بلک راک شوتر آشنا می‌شود، کسی که با او یکی شده و برای پیدا کردن یومی به او کمک می‌کند و با شیطانی به نام ارباب مرده که یومی را تسخیر کرده به مبارزه می‌پردازد. نسخه انیمه نیز شخصیت‌هایی همانند اووی‌ای را دارا می‌باشد اما در خط داستانی با یکدیگر تفاوت‌هایی دارند. در نسخه انیمه ماتو که بسیار علاقه دارد با یومی دوست شود، بالاخره با او دوست شده و در یکی از روزها یومی، ماتو را به خانه‌اش دعوت می‌کند. همه چیز به خوبی پیش می‌رفت تا اینکه دختری به نام کاگاری وارد می‌شود. دو دنیا، دو شخصیت و احساسات انسان‌ها، چیزی که دو جهان را به یکدیگر متصل می‌کرد.